# Tinta roja (film)
Pour plus de détails, voir Fiche technique et Distribution.
Tinta roja est un film péruvien réalisé par Francisco J. Lombardi, sorti en 2000.

## Synopsis
Alfonso, aspirant écrivain, se lance dans le métier de journaliste et rejoint la section « faits divers » d'un tabloïd.

## Fiche technique
- Titre : Tinta roja
- Réalisation : Francisco J. Lombardi
- Scénario : Giovanna Pollarolo d'après le roman d'Alberto Fuguet
- Musique : Bingen Mendizábal
- Photographie : Teo Delgado
- Montage : Danielle Fillios
- Production : José Enrique Crousillat
- Société de production : América Producciones, Inca Films, Televisión Española et Tornasol Films
- Pays :  Espagne et  Pérou
- Genre : Drame
- Durée : 121 minutes
- Dates de sortie : 
  -  Pérou : 1er novembre 2000

## Distribution
- Gianfranco Brero : Faundez
- Giovanni Ciccia : Alfonso
- Fele Martínez : Escalona
- Lucía Jiménez : Nadia
- Carlos Gassols : Van Gogh
- Yvonne Frayssinet : Roxana
- Gustavo Bueno : le père d'Alfonso
- Tatiana Astengo : Valeria
- Hernán Romero : Ortega
- Carlos Abán : Mozo
- Lorenzo Castro : Juangui

## Distinctions
En 2000, Le film a remporté le prix du meilleur acteur pour Gianfranco Brero au festival international du film de Saint-Sébastien.